# Синельниківський район
Синельниківський район — район Дніпропетровської області в Україні, утворений 17 липня 2020 року. Адміністративний центр — місто Синельникове.

## Історія
Район утворено відповідно до постанови Верховної Ради України № 807-IX від 17 липня 2020 року. До його складу увійшли: Першотравенська, Синельниківська міські, Брагинівська, Великомихайлівська, Дубовиківська, Зайцівська, Маломихайлівська, Миколаївська, Новопавлівська, Раївська, Слов'янська, Українська сільські, Васильківська, Іларіонівська, Межівська, Петропавлівська, Покровська, Роздорська, Славгородська селищні територіальні громади.

## Передісторія земель району
Раніше територія району входила до складу: Синельниківського (1923—2020), Петропавлівського, Васильківського, Покровського, Межівського районів, ліквідованих тією ж постановою.

## Економіка району
Синельниківський район є типом прикладом аграрно-індустріального району на південному сході України, поєднуючи ознаки як аграрної, так і промислової економіки, що певною мірою пов'язані між собою.

### Промисловість
У районі функціонує близько 12–16 промислових підприємств, що виробляють будівельні матеріали, металеві вироби, керамічну продукцію тощо.
У місті Синельникове розвивалися такі галузі, як:
консервна промисловість, легка промисловість (зокрема швейна фабрика), виробництво будівельних матеріалів.
Наразі Синельниківський консервний завод, заснований у 1960-х роках, не функціонує, а також припинила діяльність Синельниківська швейна фабрика, що спеціалізувалася на виробництві верхнього одягу.
В районі також видобувають будівельний камінь. 

#### Харчова промисловість
У Синельниківському районі розвивається харчова промисловість, яка тісно пов’язана з аграрним сектором, зокрема тваринництвом.
Серед виробничих підприємств функціонують:
ДП «Васильківський сирзавод» — виробництво молочної продукції,
ЗАТ «Комбікормовий завод» — виробництво олії, борошна, комбікормів,
АК «Комбінат «Придніпровський» — харчова та переробна продукція,
ЗАТ «Ренклод» — виробництво соняшникової олії, борошна, круп, хлібобулочних виробів, консервів,
ВАТ «Межівський сирзавод» — молочна продукція,
Межівський комбінат хлібопродуктів — зернова переробка,
Синельниківський консервний завод — нині не діє,
ТОВ «Золота Амфора» — виробництво алкогольної продукції, зокрема горілки,
ТОВ «СНЕК ЕКСПОРТ» — виробництво насіння, горіхів, снекової продукції (чипси, сухарики, морепродукти).

#### Легка промисловість
Також у Синельниківському районі розвивається легка промисловість. Серед підприємств галузі діє ТОВ «Чиста планета», що спеціалізується на виробництві санітарно-гігієнічних і побутових товарів.
Крім того, в регіоні спостерігається зростання кількості фізичних осіб-підприємців (ФОП), які займаються виробництвом товарів легкої промисловості, зокрема:
одягу,
текстильних виробів,
аксесуарів,
виробів із хутра.

### Сільське господарство
В районі діє приблизно 235 сільськогосподарських формувань та підприємств.
Загальний земельний фонд становить близько 112 тис. гектарів, з яких понад 92 тис. га — орні землі.
Серед основних посівних культур переважають: пшениця, кукурудза, соняшник, цукровий буряк, овочеві та бахчеві культури.
Також розвивається тваринництво, зокрема:
молочне та м’ясне скотарство, свинарство, птахівництво.

### Торгівля
У районі певною мірою розвивається роздрібна торгівля, що підтримується, зокрема, наявністю на території міста Синельникове та окремих громад таких торговельних мереж, як:
АТБ-Маркет,
Varus,
Аврора,
EVA,
Делві,
Dnipro-M.
Спостерігається тенденція зростання кількості фізичних осіб-підприємців (ФОП), які спеціалізуються на роздрібній торгівлі, зокрема товарами харчової та легкої промисловості.
В районі діють також ринки, що розташовані переважно на привокзальних площах. Попри певний занепад та конкуренцію з боку мережевих магазинів, ринки продовжують обслуговувати місцевих жителів і зберігають свою роль у роздрібній торгівлі.